# Maurício Muniz Barreto de Carvalho
Maurício Muniz Barretto de Carvalho (Uberaba, 28 de junho de 1958) é um servidor público. Foi o ministro-chefe da Secretaria Nacional dos Portos do Brasil.

## Biografia
Graduado em administração pública, pela Fundação Getúlio Vargas – FGV, com mestrado em administração pública e planejamento urbano, também pela FGV.
Foi diretor da Escola Nacional de Administração Pública - ENAP, nas áreas de administração e finanças e de desenvolvimento de gerentes e servidores, entre 1999 e 2002.
Em 2003, foi para o Ministério da Educação onde exerceu papel de diretor em várias áreas.
Foi Assessor Especial da Presidência da República, de 2003 a 2004, quando assumiu a Subchefia Adjunta de Articulação e Monitoramento da Casa Civil da Presidência da República, responsável por articular a ação de governo e monitorar os projetos estratégicos, especialmente o Programa de Aceleração do Crescimento – PAC.
De 2011 a abril de 2016, exerceu o cargo de secretário do Programa de Aceleração do Crescimento – PAC. Em 22 de abril de 2016, foi nomeado para a Secretaria Nacional dos Portos, sendo substituído no cargo anterior pelo engenheiro Márcio Luiz Vale.